# Serjical Strike
Serjical Strike Records – wytwórnia muzyczna założona w kwietniu 2001 przez Serja Tankiana, należąca do grupy Universal Music Group.

## Geneza
Serjical Strike zostało założone w kwietniu 2001 roku przez Serja Tankiana (lidera zespołu System of a Down). Wytwórnia odrzuciła restrykcje dużych wytwórni płytowych, aby utworzyć „wyjątkowe i twórcze” wydawnictwo muzyczne, które zapewni szeroki wybór treści muzycznej. W ciągu ostatnich 5 lat Serj i wytwórnia podpisali kontrakty z zespołami o różnych stylach muzycznych, tj. Bad Acid Trip, Kittens for Christian, Slow Motion Reign, oraz Fair to Midland, jednocześnie nawiązując dobre relacje z Columbia Records. Serj pracował także z Arto Tunçboyacıyanem nad wspólną płytą o nazwie Serart, wydaną przez Serjical Strike. Wytwórnia wypuściła na rynek album koncertowy Axis of Justice: Concert Series Volume 1 (2004) oraz płytę Enter the Chicken (2005) gitarzysty Bucketheada. W wyniku współpracy z Reprise Records ukazał się debiutancki solowy album Serja Tankiana, Elect the Dead. W sierpniu 2007 roku Serjical Strike założyło swój kanał na portalu YouTube.

Celem naszej wytwórni jest stworzenie oazy różnorodności i unikalności wewnątrz przemysłu muzycznego, gdzie fani każdego rodzaju muzyki mogą znaleźć ukojenie i schronienie przed plagą monotonnej, powielanej muzyki, która ogarnia kulturę komercyjną. Ze względu na wzrastającą świadomość u dzisiejszego fana, mamy nadzieję, że wśród licznych zespołów i stylów muzycznych, które reprezentujemy, każdy znajdzie coś dla siebie. Ufamy, że z każdą nową kapelą, z którą podpisujemy kontrakt będzie można nazwać Serjical Strike Records jako nic innego tylko „Wytwórnią Sztuki”.

## Artyści
- Axis of Justice
- Bad Acid Trip
- Buckethead
- The Cause
- Death by Stereo
- The F.C.C.
- Fair to Midland
- Khatchadour Tankian
- Kittens for Christian
- Serart
- Serj Tankian
- Slow Motion Reign
- Viza
- Armenian Navy Band

## Wydawnictwa
| Rok  | Artysta               | Album                                                     |
| ---- | --------------------- | --------------------------------------------------------- |
| 2003 | Serart                | Serart Sampler                                            |
| 2003 | Serart                | Serart                                                    |
| 2003 | Kittens for Christian | Privilege of Your Company                                 |
| 2004 | Bad Acid Trip         | For the Weird by the Weird                                |
| 2004 | Bad Acid Trip         | Lynch the Weirdo                                          |
| 2004 | Axis of Justice       | Axis of Justice: Concert Series Volume 1                  |
| 2005 | Buckethead & Friends  | Enter the Chicken                                         |
| 2006 | Slow Motion Reign     | Slow Motion Reign                                         |
| 2006 | Fair to Midland       | The Drawn and Quartered EP                                |
| 2007 | Fair to Midland       | Fables from a Mayfly: What I Tell You Three Times Is True |
| 2007 | Serj Tankian          | Elect the Dead                                            |
| 2008 | Serj Tankian          | Lie Lie Live                                              |
| 2009 | Death by Stereo       | Death Is My Only Friend                                   |
| 2009 | Bad Acid Trip         | Symbiotic Slavery                                         |
| 2010 | Serj Tankian          | Elect the Dead Symphony                                   |
| 2010 | Serj Tankian          | Imperfect Harmonies                                       |
| 2012 | Serj Tankian          | Harakiri                                                  |
| 2013 | Serj Tankian          | Orca                                                      |
| 2013 | Serj Tankian          | Jazz-Iz-Christ                                            |

Pozostałe wydawnictwa wymienione na stronie wytwórni
- Bigelf – Money Machine